# Філ з майбутнього
Філ з майбутнього (англ. Phil of the Future) — американський ситком з елементами наукової фантастики виробництва Disney Channel, який транслювався з 18 червня 2004 по 19 серпня 2006 року. В Україні серіал транслювався на каналі «1+1».

## Сюжет
Молодіжний серіал, у якому йдеться про підлітка Філа Діффі і його родину, що походять з майбутнього — вони жили у 2121 році, але під час подорожі у часі у них сталася аварія в машині часу, і вони застрягли в 2003 році.

## Герої

### Головні
- Філ Діффі (нар. 2104) — дуже симпатичний і милий хлопець. Кіллі Теслоу — його подруга в XXI столітті. У школі працює оператором у шкільних новинах. Кіллі і Філ закохуються одне в одного, але довгий час не зізнаються у цьому, бо соромляться.
- Пім Діффі (нар. 2107) — молодша сестра Філа. У неї манія величі. Вона хоче заволодіти світом. Хоч вона симпатична, але не дозволяє іншим людям наближатися до себе.
- Кіллі Теслоу (нар. 1989) — подруга Філа. Дуже модна журналістка і ведуча на шкільному телебаченні. Єдина особа, яка знає секрет Діффі. Закохана у Філа.
- Ллойд Діффі (нар. 2074) — тато Філа й Пім. Намагається відремонтувати машину часу, але його старання сходять нанівець.
- Барбара Діффі (до шлюбу Спекл) — мама Філа й Пім, дружина Ллойда Діффі. Дуже любить готувати в «старому» стилі, але у неї це щось не дуже виходить.

### Другорядні
- Дебі Бервік — любить усе. Любить Пім і все, що з нею пов'язане. Вона мила для всіх, її люблять усі вчителі. Єдина річ, яку ненавидить, — це родзинки. В серії Гелловін виявляється, що вона — злий кіборг.
- Кертіс — печерна людина, яка застрягла з родиною Діффі у XXI столітті. Пім часто використовує його для своїх планів.
- Заступник директора Ніл Гекет — підозрює, що родина Діффі — це іншопланетяни. Потім намагається схопити їх на чомусь позаземному, але йому це не дуже вдається.
- Тіа — однокласниця Філа й Кіллі. Іноді їм допомагає.
- Сет — однокласник Філа й Кіллі.

## Епізоди

### Сезон 1: 2005—2006
| № | #  | Назва                                                       | Світова прем'єра  | Прем'єра в Україні | Виробничий код |
| --- | -- | ----------------------------------------------------------- | ----------------- | ------------------ | -------------- |
| 1 | 10 | «Майбутній репетитор» «Future Tutor»                        | 13 серпня 2005    | 16 квітня 2008     | S01E01         |
| Філ і його родина потрапляють до XXI століття. Не знаючи, коли вони повернуться додому, Філ і Пім ідуть до школи. Пім стає контролером крейди у класі, а Філ допомагає Кіллі з алгебри та привчає її розмовляти з людьми не з її кола спілкування. |    |                                                             |                   |                    |                |
| 2 | 11 | «Майбутній жокей» «Future Jock»                             | 13 серпня 2005    | 17 квітня 2008     | S01E02         |
| Філ користується гаджетами з майбутнього, щоб потрапити до команди гімнастів і виступає на змаганнях, аби справити враження на Кіллі, а Пім намагається створити Філові проблем. |    |                                                             |                   |                    |                |
| 3 | 20 | «Кутова кишеня» «Corner Pocket»                             | 8 квітня 2006     | 18 квітня 2008     | S01E03         |
| Кіллі бреше, коли говорить мамі, що вона потрапила до групи підтримки. Філ, Кіллі та Тіа виступають на змаганнях з більярду, але пізніше Кіллі говорить матері правду. Пім дізнається про єдину неприязнь Деббі — родзинки — та використовує це проти неї. |    |                                                             |                   |                    |                |
| 4 | 12 | «Ти кажеш, помідор» «You Say Toe-Mato»                      | 13 серпня 2005    | 21 квітня 2008     | S01E04         |
| Клас Філа вирушає на ферму з виробництва помідорів, але однією з розваг там є віджим томатного соку туристами босоніж у чані. Філ не може вирушити на екскурсію, адже люди майбутнього мають лише по чотири пальці на ногах. Його батько робить протезний мізинець, але Філ губить його серед помідорів, а Кіллі знаходить його. Пізніше Філові доводиться розповісти Кіллі про те, що він з майбутнього.                                                             |    |                                                             |                   |                    |                |
| 5 | 3  | «Знайомтесь, Кертіс» «Meet the Curtis»                      | 18 червня 2005    | 22 квітня 2008     | S01E05         |
| Діффі дізнаються, що під час їх подорожі до машини часу пробралася невихована печерна людина, і Ллойд намагається позбутися його, але Філ хоче лишити «Кертіса». Пім вирушає до Деббі на вечірку з ночівлею, але згодом шкодує про те, що прийшла туди, і всіма силами намагається втекти. |    |                                                             |                   |                    |                |
| 6 | 9  | «Pheremonally Yours»                                        | 6 серпня 2005     | 23 квітня 2008     | S01E06         |
| Філ намагається відволікти від себе Марлу, яка йому не подобається. Пім долучається до шкільного оркестру, але Деббі хоче, щоб Бредлі вигнав Пім. За це Пім намагається зіпсувати соло Деббі. |    |                                                             |                   |                    |                |
| 7 | 19 | «Milkin' It»                                                | 25 березня 2006   | 24 квітня 2008     | S01E07         |
| Ллойд вважає, що унікальний проект Філа переможе на виставці і секрет Діффі розкриється. Щоб уникнути цього, Філ і Кіллі перевдягаються охоронцями. Нічого б не вийшло, якби батько Філа не допоміг йому. Тим часом Пім розповідає на уроці історію, яку вона побачила за допомогою окулярів, але при цьому видає ідею за свою. |    |                                                             |                   |                    |                |
| 8 | 14 | «Ми виправимо це при редагуванні» «We'll Fix it In Editing» | 1 жовтня 2005     | 25 квітня 2008     | S01E08         |
| Шкільний відеопроект допоміг Філові перевірити свої почуття до друзів, а Пім стає відомою спортсменкою. Щоб перемогти у змаганнях, вона підмовляє Деббі поцілувати суперника, який боїться дівчат, аби зломити його. |    |                                                             |                   |                    |                |
| 9 | 18 | «Подвійна халепа» «Double Trouble»                          | 1 січня 2006      | 28 квітня 2008     | S01E09         |
| У Пім проблеми з однією хуліганкою, а брат останньої хоче побити Філа, але Філ дізнається, що хуліганові подобаються кролики, і дарує йому одного, щоб вирішити ситуацію. Ллойд дізнається, що Кертіс викрав садові скульптури в мами Кіллі і намагається їх повернути. |    |                                                             |                   |                    |                |
| 10 | 2  | «День Об'єднання» «Unification Day»                         | 18 червня 2006    | 29 квітня 2008     | S01E10         |
| Діффі відзначаються День Об'єднання — час у майбутньому, коли настане мир у всьому світі, але Філ хоче піти з друзями на вечірку одинадцятикласників. Пім намагається приготувати рулет до свята після того, як з'ясувалося, що вона використовувала їжу з ресторану для шкільних завдань. |    |                                                             |                   |                    |                |
| 11 | 1  | «Твоє шахрайське серце» «Your Cheatin' Heart»               | 18 червня 2006    | 30 квітня 2008     | S01E11         |
| Сподобавшись Кіллі, Таннер продовжує зустрічатися з Дарсі. Обернувшись на Таннера, Філ поцілувався з Дарсі. Кіллі не вірить словам Філа про Таннера, но бачить, як той знову цілується з Дарсі, і вибачається перед Філом за недовіру. Тим часом Пім намагається розлучити Бредлі та Деббі, але результат виходить несподіваним: Бредлі закохується в Пім. |    |                                                             |                   |                    |                |
| 12 | 16 | «Вік перед красою» «Age Before Beauty»                      | 12 листопада 2006 | 1 травня 2008      | S01E12         |
| За допомогою Нью-Ейджера Кіллі стає на 25 років старшою, а Хекетт запрошує її на побачення. Пізніше Філ і Кіллі дізнаються, що в Хекетта проблеми з коханою, і намагаються йому допомогти. Пім і Брудлі беруть хабар у шеф-кухаря за гарну рецензію на шкільному телебаченні, але ведуча Лана їх перехитрила і зняла на приховану камеру їх «злочин». |    |                                                             |                   |                    |                |
| 13 | 4  | «Phillin' In»                                               | 18 червня 2006    | 2 травня 2008      | S01E13         |
| Щоб отримати спеціальну карту «After Burner» для Скайака, Філ вирішив приглянути за Пім, поки батьки поїхали на вікенд. Пім намагається зіпсувати вікенд. У Ллойда та Барбари дорога не обійшлася без «дивних подій». |    |                                                             |                   |                    |                |
| 14 | 8  | «Найдорожчий татусь» «Daddy Dearest»                        | 23 липня 2006     | 5 травня 2008      | S01E14         |
| Ллойд хоче дати концерт американської народної музики у школі Пім і Філа, але його діти не хочуть цього виступу. Кертіс відвідує стоматолога з «карієсом печерної людини». |    |                                                             |                   |                    |                |
| 15 | 7  | «Мій шлях» «My Way»                                         | 9 липня 2006      | 6 травня 2008      | S01E15         |
| Філ намагається допомогти Кіллі подолати страх сцени. Пім і Бредлі мають виконати роль молодих батьків. Але вони не припиняють конфліктувати. |    |                                                             |                   |                    |                |
| 16 | 21 | «Команда Діффі» «Team Diffy»                                | 8 жовтня 2006     | 7 травня 2008      | S01E16         |
| Філ поставив під загрозу повернення своєї родини в майбутнє, коли «розбушувався» на прийманні у мера Пікфорда. |    |                                                             |                   |                    |                |
| 17 | 13 | «День догляду за собаками» «Doggie Daycare»                 | 27 серпня 2006    | 8 травня 2008      | S01E17         |
| Філ і Кіллі хочуть накопичити грошей, аби потрапити на Фестапалузу (англ. Festapalooza), і йдуть працювати — доглядати за песиками. Пім робить вигляд, наче зламала ногу, і Деббі піклується про неї. Але згодом Пім не витримує й в усьому зізнається «подрузі». |    |                                                             |                   |                    |                |
| 18 | 5  | «Таннер» «Tanner»                                           | 25 червня 2006    | 9 травня 2008      | S01E18         |
| Філ не вміє писати, адже в майбутньому всі лише друкуватимуть. Через це його відправляють учитися правопису у другий клас. Таннер дізнається про це і розповідає в новинах. Філ не лишається без відповіді — дізнавшись від молодшого брата Таннера, він відає в прямому ефірі історію про те, як Таннер нещодавно розплакався в зоопарку, коли козел торкнувся його, і його мама купила морозиво, щоб Таннер не плакав. Пім заперечує той факт, що вона має совість. |    |                                                             |                   |                    |                |
| 19 | 15 | «Гелловін» «Halloween»                                      | 8 2006            | 12 травня 2008     | S01E19         |
| Деббі — жахливий робот, який тероризує Пікфорд. Вона змусила своїх рабів випікати кекси, але Філ змусив їх з'їдати ці кекси, що викликало перегрів Деббі та перетворення її на чорний слиз. |    |                                                             |                   |                    |                |
| 20 | 6  | «Скажений бик» «Raging Bull»                                | 2 липня 2006      | 13 травня 2008     | S01E20         |
| Філ рятує однокласника за допомогою візарда, а Пім змушує Кертіса прикидатися її батьком під час розмови зі вчителем. |    |                                                             |                   |                    |                |
| 21 | 17 | «Неандер-Філ» «Neander-Phil»                                | 10 грудня 2006    | 14 травня 2008     | S01E21         |
| Через дефект гаджету Кертіс і Філ міняються тілами. Філ намагається справити враження на Еліс. Пім стала ходити на йогу до своєї «не найкращої подруги» Деббі. |    |                                                             |                   |                    |                |

### Сезон 2: 2006—2007
| № | #  | Назва                                                              | Світова прем'єра  | Прем'єра в Україні | Виробничий код |
| --- | -- | ------------------------------------------------------------------ | ----------------- | ------------------ | -------------- |
| 1 | 2  | «Віртуальне побачення» «Virtu-Date»                                | 26 червня 2006    | 15 травня 2008     | S02E01         |
| Філ і Кіллі вирушили у віртуальну подорож до торговельного центру майбутнього, де робот фліртував з Кіллі. Пім намагається знайти друзів, адже глянцеві зомбі запросили на вечірку всіх, окрім неї. |    |                                                                    |                   |                    |                |
| 2 | 1  | «День навпаки» «Versa Day»                                         | 25 червня 2006    | 16 травня 2008     | S02E02         |
| Ллойд обміняв Філа й Пім тілами та спробував влаштувати Кертіса на роботу. Філ спробував покращити навчальні результати своєї сестри, вразивши вчителя біології Енгста, після чого той вибрав Пім капітаном наукового гуртка, а Пім намагається зганьбити Філа перед усією школою. Але згодом Філ дізнається, що «глянцеві зомбі» задумали капость проти його сестри. |    |                                                                    |                   |                    |                |
| 3 | 4  | «Час вечеряти» «Dinner Time»                                       | 24 липня 2006     | 19 травня 2008     | S02E03         |
| Хекетт став сусідом Діффі. Щоб показати йому, що Діффі — «звичайна американська родина», вони вирішили запросити Хекетта на вечерю. Але в Діффі зламалася головна деталь машини часу, після чого Ллойда та Барбару засмоктало у часову діру. Філ і Кіллі прикидаються батьками Філа, щоб замдиректора нічого не запідозрив. |    |                                                                    |                   |                    |                |
| 4 | 3  | «The Giggle»                                                       | 9 липня 2006      | 20 травня 2008     | S02E04         |
| Щоб майбутнє Кіллі було чудовим, їй і Філові довелося скласти дуже складний тест учителеві Мессершмідту. Пім пішла з Кертісом на фільм з R-рейтингом, але злякалася, втекла та зізналась у цьому батькам. |    |                                                                    |                   |                    |                |
| 5 | 9  | «Хлопчик мумії» «Mummy's Boy»                                      | 9 вересня 2006    | 21 травня 2008     | S02E05         |
| Філ знайшов у музеї деталь з машини часу, а Кіллі й Оуен зняли ексклюзивний матеріал про закриту частину музею. Тим часом Пім намагається вивести з себе нового вчителя, але все, що вона робить, обертається проти неї. |    |                                                                    |                   |                    |                |
| 6 | 5  | «Тіа, Вія чи я... Гм» «Tia, Via, or Me... Uhh»                     | 5 серпня 2006     | 22 травня 2008     | S02E06         |
| Філ познайомив Кіллі з Вією, але Кіллі стала проводити з новою подругою більше часу, ніж з Філом. Пім намагається підібрати новий інтер'єр для своєї кімнати. Але те, що вона обирає, не подобається Барбарі, а те, що обирає Барбара, не подобається Пім. |    |                                                                    |                   |                    |                |
| 7 | 6  | «Приготуйтесь до відправлення» «Get Ready to Go-Go»                | 5 серпня 2006     | 23 травня 2008     | S02E07         |
| У школі день танців, і Філ і Кіллі вирішили піти разом... але Ллойд сказав, що Діффі полетять у майбутнє у день танців. Після чого Кіллі запрошує на танці Оуена, а Філ погоджується піти з Вією. І Філ, і Кіллі дуже засмучені тим, що не змогли піти разом. Оуен і Вія розуміють це та навмисно лишають їх наодинці. Пім говорить «глянцевим зомбі», що прийде на танці зі своїм хлопцем Джейком. |    |                                                                    |                   |                    |                |
| 8 | 7  | «Філ без майбутнього» «Phil Without a Future»                      | 21 серпня 2006    | 26 травня 2008     | S02E08         |
| У середній школі ім. Г. Уеллса тиждень вибору кар'єри, але Філ не знає, що йому вибрати. Пім вирішила стати охоронцем правопорядку (англ. The Man). Філ так і не зміг обрати професію, і містер Мессершмідт запропонував йому пройти тест з профорієнтації. Але Філ розуміє, що тест нічого не вирішить, і зриває складання тесту всім учням, після чого його карає офіцер Пім під керівництвом Мессершмідта. |    |                                                                    |                   |                    |                |
| 9 | 18 | «З днем народження» «Happy Nird-day»                               | 31 березня 2007   | 27 травня 2008     | S02E09         |
| Минулого року Філ забув привітати Кіллі з днем народження. Цього року він хоче подарувати їй найкращий подарунок століття — політ на скайаку, але Ллойд забрав батарейки з усіх гаджетів майбутнього для машини часу. Тепер Філові належить вигадати для неї дивовижний подарунок без гаджетів майбутнього. Пім зустріла свого «колегу» по витівкам Саймона Бабера. Спочатку Саймон здався дитиною, яка намагалася підлизатися до свого нового куратора Мессершмідта, але після того, як Бабер зірвав тест, заваривши паяльником ящик Мессершмідта, від став подобатися Пім. |    |                                                                    |                   |                    |                |
| 10 | 8  | «Часова капсула» «Time Release Capsule»                            | 27 серпня 2006    | 28 травня 2008     | S02E10         |
| У школі підготовка до відправлення Капсули часу, яку в майбутньому мають знайти Ллойд і Барбара. Ллойд вирішив написати листа собі у майбутнє, щоб не купувати машину часу і, врешті-решт, не застрягти в XXI столітті. Пім обманює людей, коли просить пожертвувати гроші на лікування щура. |    |                                                                    |                   |                    |                |
| 11 | 10 | «Догляд за дитиною» «Maybe-Sitting»                                | 23 вересня 2006   | 29 травня 2008     | S02E11         |
| Філ і Кіллі вирішили посидіти з племінником містера Мессершмідта, Натаном, але, щоб вгамувати його, Кіллі застосувала до нього Нью-Ейджер і зістарила його на 80 років, а потім, намагаючись повернути йому колишній вік, вона влучає у Філа та робить його п'ятирічною дитиною. Тим часом Пім продавала у своєму гаражі вулкани однокласникам, які не виконали це завдання. Містер Мессершмідт спіймав Пім, але вона зуміла здихатися його. Коли сестра Мессершмідта повернулася за дитиною, його було вгамовано, а Кіллі повернула йому колишній вік. Проблема у тому, що Філ пообіцяв не застосовувати рокозмінювач до Натана, але він вирішив, що якщо це зробить Кіллі, то правила він не порушить. А Пім пообіцяла, що не використає візарда у своєму проекті, але також вирішила «технічно не порушувати правил». |    |                                                                    |                   |                    |                |
| 12 | 19 | «Хвороба з майбутнього» «Ill of the Future»                        | 24 червня 2007    | 30 травня 2008     | S02E12         |
| Вся родина Діффі захворіла на зеленію (англ. Greenmia) — хворобу майбутнього, при якій шкіра стає зеленою, а людина робить те, що протилежно тому, що вона робить зазвичай. Наприклад, Філ, який завжди говорить правду, не може нікому не брехати, а Пім, яка постійно вигадує витівки та мріє про світове панування, стає наймилішою людиною на Землі. |    |                                                                    |                   |                    |                |
| 13 | 15 | «Різдвяні канікули» «Christmas Break»                              | 2 грудня 2006     | 2 червня 2008      | S02E13         |
| Різдво Христове. Філ згадує, як він перший раз відвідав Пікфорд і зустрів Кіллі, а Ллойд розповідає, як він отримав їхній будинок. |    |                                                                    |                   |                    |                |
| 14 | 11 | «Гарне Філове полювання» «Good Phil Hunting»                       | 30 вересня 2006   | 3 червня 2008      | S02E14         |
| Коли містер Хекетт дав складне завдання з математики, Філ один вирішив його, сказавши Кіллі правильну відповідь і те, що він вивчав це завдання у третьому класі. Кіллі випадково сказала вголос відповідь, і Хекетт направив її до профільного математичного класу, де вона відразу стала зіркою і допомогла новим однокласникам стати нормальними підлітками. Пім намагається помститися Кандиді за її жарт зі статичною електрикою. |    |                                                                    |                   |                    |                |
| 15 | 16 | «Застряг посередині з тобою» «Stuck in the Meddle With You»        | 6 січня 2007      | 4 червня 2008      | S02E15         |
| Кіллі хоче звести однокласників Грейс і Греді, але Грейс подобається Філ. Згодом, завдяки спільній вечері, Греді та Грейс все ж знаходять спільну мову та йдуть до планетарію. Хеккет бачить, як Пім «вгадала», що піде дощ, і тому Пім прикидається екстрасенсом. Замдиректора вірить їй і починає чітко дотримуватися всіх її порад. |    |                                                                    |                   |                    |                |
| 16 | 20 | «Де візард?» «Where's The Wizard?»                                 | 7 липня 2007      | 5 червня 2008      | S02E16         |
| Філ загубив візарда. Він, Кіллі та Пім стали шукати його і знайшли в руках Хекетта. На щастя, той не знає, як їм користуватися, і Діффі, прикинувшись інопланетянами, забирають у Хекетта цей гаджет. |    |                                                                    |                   |                    |                |
| 17 | 12 | «Директор Пім» «Pim-Cipal»                                         | 21 жовтня 2006    | 6 червня 2008      | S02E17         |
| Пім стала «директором на день» у середній школі ім. Г. Уеллса. Вона ганьбить Хекетта на виборах, а згодом і зовсім звільняє після того, як малюк Денні зробив репортаж, у якому заплямував репутацію замдиректора. Але Філові та Кіллі також не подобається новий директор. |    |                                                                    |                   |                    |                |
| 18 | 14 | «Це чудоФілове життя» «It's a Wonder-Phil Life»                    | 27 листопада 2006 | 9 червня 2008      | S02E18         |
| Філ розповідає всім про те, що він з майбутнього, але це його не тішить. За деякий час він стає знаменитим, але втрачає дружбу з Кіллі. |    |                                                                    |                   |                    |                |
| 19 | 17 | «Мовлення блюзу» «Broadcast Blues»                                 | 24 березня 2007   | 10 червня 2008     | S02E19         |
| Кіллі стала вести нове шоу на шкільному телебаченні, а організатором стала Пім. У шоу велися розмови про моду, і Кіллі представляла наряди, що вийшли з моди, а після шоу Пім продавала їх величезній аудиторії Кіллі. Згодом, Кіллі набридла така зірковість, і вона зрозуміла, що все-таки має бути репортером новин. |    |                                                                    |                   |                    |                |
| 20 | 13 | «Філ з гаража» «Phil of the Garage»                                | 11 листопада 2006 | 11 червня 2008     | S02E20         |
| Філові набридло, що його кімнату використовують як спільну і вирішив переїхати до гаража та розпочати незалежне життя, але дуже швидко зрозумів, що не може жити без родини, і за допомогою Пім повернувся жити до батьків, щоправда, з новими незалежними правами. |    |                                                                    |                   |                    |                |
| 21 | 21 | «Не такий великий дідусь» «Not-So-Great Great Great Grandpa»       | 11 серпня 2007    | 12 червня 2008     | S02E21         |
| У школі Філ познайомився з хуліганом, який виявився його прапрадідусем. Аби не змінити хід історії, у разі чого Пім, Філ і Барбара могли зникнути, Філ став допомагати родичеві. Цей епізод є пародією на фільм Хрещений батько з Пім Діффі у головній ролі. |    |                                                                    |                   |                    |                |
| 22 | 22 | «Назад у майбутнє (не фільм)» «Back to the Future (Not the Movie)» | 19 серпня 2007    | 13 червня 2008     | S02E22         |
| Філ і Кіллі стали парою, але Пім допомогла татові полагодити машину часу, і Ллойд вирішив, що, нарешті, можна вирушати додому. Філ попрощався з Кіллі, і наступного ранку о 8:30 Діффі полетіли. Кіллі захотіла все-таки побачити їх відправлення, але спізнилася... Проте, Філ подумав і попросив батька повернутися. Коли машина часу повернулася до Пікфорду, Філ побіг до школи, до телестудії, і сказав Кіллі: «Я не полечу, доки не попрощаюсь з тобою по-справжньому» і поцілував її. Кіллі попросила Філа чекати її. Філ пішов, і машина часу все-таки полетіла. Але Діффі згадали, що забули вдома Кертіса, і полетіли назад. Тим часом Кертіс був вдома та їв харчі з холодильника. Коли він зрозумів, що нікого немає вдома, і він сам у цьому часі, Кертіс запанікував...                                    |    |                                                                    |                   |                    |                |